# Jacques II (roi d'Angleterre)
Jacques VII (roi d'Écosse)
Pour les articles homonymes, voir Jacques II, Jacques Stuart et Stuart.
Jacques Stuart (en anglais : James Stuart), né le 14 octobre 1633 à Londres (Angleterre) et mort le 16 septembre 1701 à Saint-Germain-en-Laye (France), est roi d'Angleterre et d'Irlande sous le nom de Jacques II et roi d'Écosse sous le nom de Jacques VII du 6 février 1685 jusqu'à son renversement lors de la Glorieuse Révolution trois ans plus tard.
Jacques est le second fils du roi Charles Ier et donc l'arrière-petit-fils de Marie Stuart. Il accède au trône à la mort de son frère Charles II. Son catholicisme, sa politique pro-française et ses ambitions absolutistes le rendent très impopulaire et il doit affronter une opposition de plus en plus radicale de la part de l'élite religieuse et aristocratique anglaise. 
Lorsque sa seconde épouse Marie de Modène donne naissance à un fils, Jacques François Stuart, laissant présager la mise en place d'une dynastie catholique, les nobles anglais demandent l'aide du protestant Guillaume III d'Orange, le neveu de Jacques II qui avait épousé sa cousine, Marie, la fille de Jacques II. Guillaume III débarque en Grande-Bretagne à la tête d'une armée hollandaise et Jacques II est contraint de se réfugier au château de Saint-Germain-en-Laye en France. Le Parlement considère que cette fuite équivaut à une abdication et accorde la couronne à Guillaume et Marie, qui règnent conjointement à partir de 1689 sous les noms de Guillaume III et de Marie II. 
Jacques tente de récupérer son trône en débarquant en Irlande, mais ses partisans sont défaits lors de la bataille de la Boyne en juillet 1690. Il vit le reste de sa vie en France, soutenu par son cousin le roi de France Louis XIV.

## Jeunesse

### Naissance et baptême

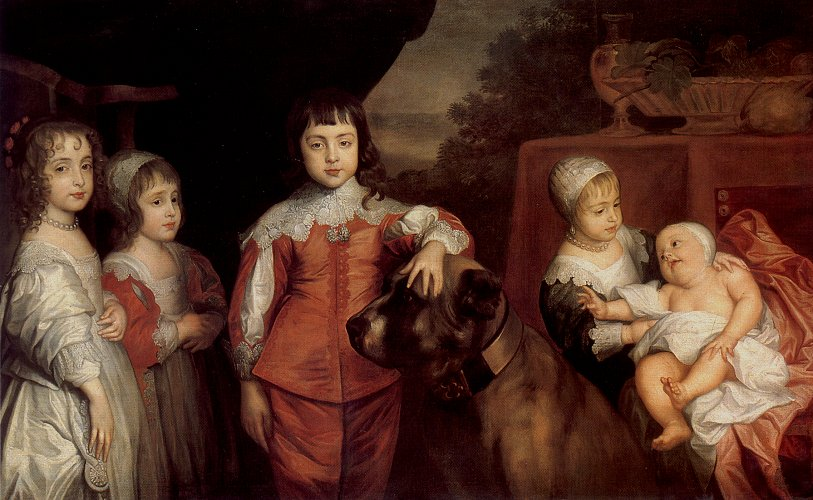
Antoine van Dyck : Les Cinq Enfants de Charles Ier (1637) : Marie, Jacques, Charles, Élisabeth et Anne,
National Portrait Gallery, Londres.

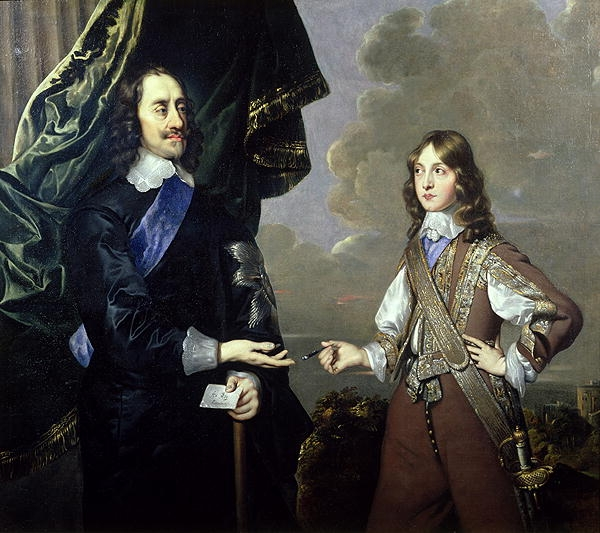
Jacques avec son père Charles Ier (roi d'Angleterre) par Peter Lely, 1647.

Membre de la maison Stuart, le prince Jacques est né le 14 octobre 1633 au palais Saint James de Londres. Il est le second fils du roi Charles Ier et de Henriette-Marie de France et, à ce titre, n'est pas appelé à ceindre la couronne. Il est baptisé par l'archevêque de Cantorbéry William Laud quelques mois plus tard. Jacques est éduqué par des tuteurs avec son frère aîné, le futur roi Charles II, et les deux fils du duc de Buckingham, George et Francis Villiers. Il est nommé au sein de l'ordre de la Jarretière dès 1642 et fait duc d'York le 22 janvier 1644.

### Enfance et éducation
Alors que l'opposition entre le roi et le Parlement d'Angleterre dégénérait en guerre civile, le prince Jacques, âgé de 10 ans, reste dans le bastion royaliste d'Oxford. Lorsque la ville tombe aux mains des parlementaires en 1646, âgé de 13 ans, il est enfermé dans le palais Saint James. Son frère cadet Henri Stuart âgé de 5 ans et sa sœur Élisabeth sont gardés à vue à Londres puis en divers lieux. La jeune princesse meurt à l'âge de 15 ans.
Sa mère, qui venait de donner le jour à une petite fille, se réfugie en France, son pays natal, dans des conditions particulièrement difficiles. En 1648, Jacques, âgé de 15 ans, s'échappe du palais et rejoint secrètement La Haye dans les Provinces-Unies. Lorsque son père, le roi Charles Ier, est décapité par les rebelles en 1649, son frère aîné est proclamé roi par les royalistes sous le nom de Charles II. Il est reconnu par les Parlements d'Écosse et d'Irlande et couronné roi d'Écosse à Scone en 1651. Cependant, même s'il est proclamé roi à Jersey, Charles II, âgé d'à peine 20 ans, ne parvient pas à sécuriser la couronne d'Angleterre et est contraint de se réfugier en France où sa tante la reine Anne d'Autriche, proclamée régente, doit également lutter non seulement contre les parlementaires mais aussi contre la noblesse.

### Service au sein de l'armée
Comme son frère Charles, Jacques rejoint la France et sert dans l'armée française sous le commandement de Turenne contre les frondeurs puis contre leurs alliés espagnols. Il participe aux affrontements et selon un observateur, « s'exposa lui-même et chargea courageusement où tout devait être fait ». En 1656, quand Charles II forme une alliance avec l'Espagne alors en guerre contre la France, Jacques est expulsé de France et obligé de quitter l'armée de Turenne. Il s'oppose à son frère au sujet de cette alliance mais les deux hommes ont peu d'influence sur la scène diplomatique. Jacques se rend finalement à Bruges où, avec son jeune frère Henri, il rejoint l'armée espagnole menée par le prince de Condé et affronte ses anciens compagnons français lors de la bataille des Dunes. Au sein de l'armée espagnole, Jacques se rapproche de deux frères catholiques irlandais de l'entourage royal, Peter (en) et Richard Talbot, et s'éloigne des conseillers anglicans de son frère. En 1659, les Français et les Espagnols signent le traité des Pyrénées. Doutant des chances de son frère de recouvrer son trône, Jacques envisage d'accepter l'offre de devenir amiral dans la flotte espagnole. Il décline la proposition l'année suivante car la situation en Angleterre s'est stabilisée, et Charles II est proclamé roi.

## Héritier présomptif du trône

### Premier mariage

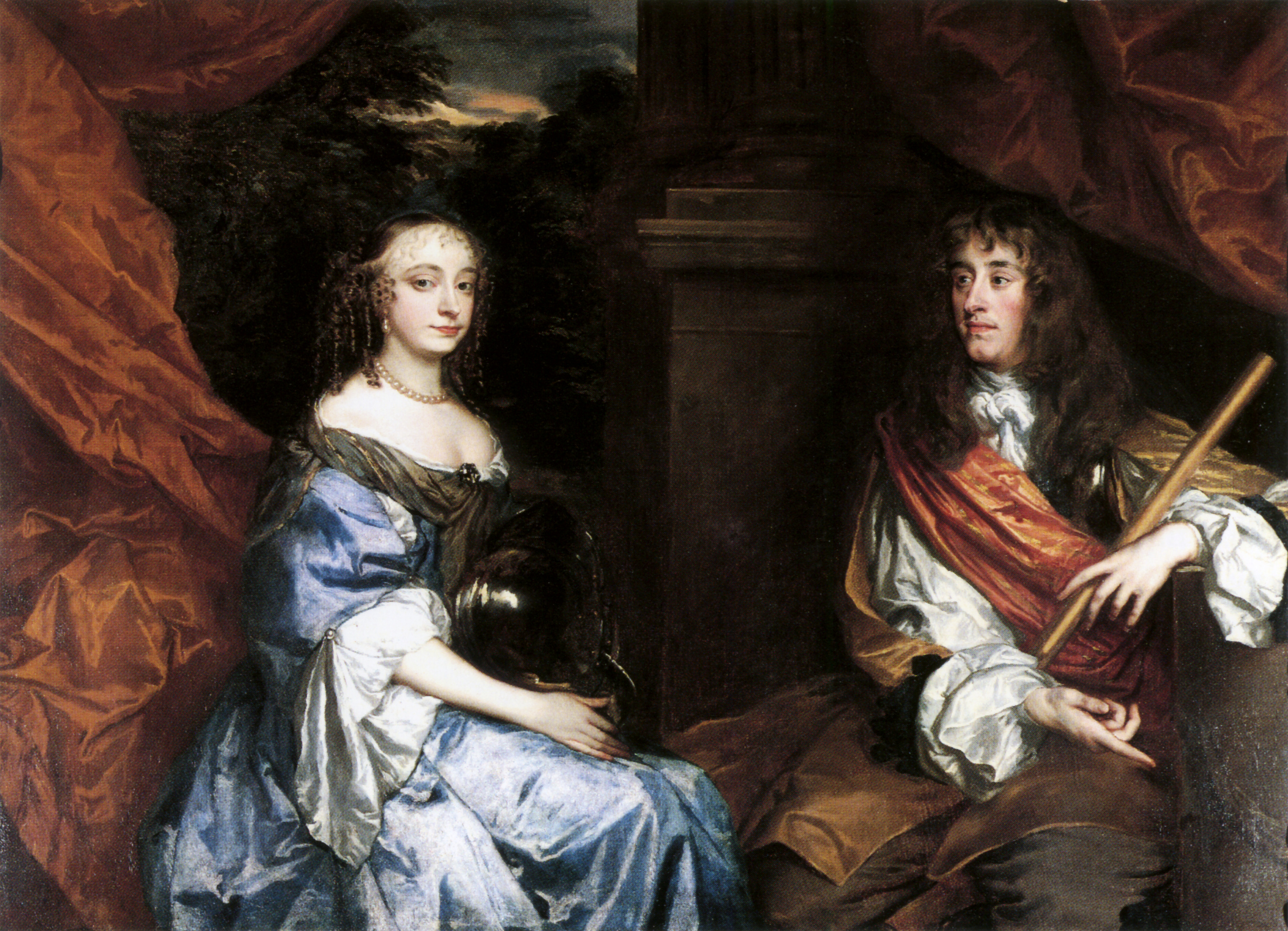
Anne Hyde et Jacques dans les années 1660 par Peter Lely.

Après la démission de Richard Cromwell de la fonction de lord-protecteur en 1659 et l'effondrement du Commonwealth d'Angleterre en 1660, la monarchie anglaise est rétablie avec Charles II à sa tête. Même si Jacques est l'héritier présomptif, il semble peu probable qu'il devienne roi à son tour, car Charles II est jeune et aurait certainement des enfants. Lors de la restauration de son frère, Jacques est fait duc d'Albany en Écosse et porte ce titre avec celui de duc d'York. À son retour en Angleterre, Jacques provoque une controverse en annonçant ses fiançailles avec Anne Hyde, la fille du principal conseiller du roi, Edward Hyde. Ils se sont secrètement mariés en 1659, et Anne est enceinte en 1660 ; mais après la Restauration, aucun membre de la cour ne s'attend à voir un prince épouser une roturière. Malgré les nombreuses réticences, y compris celles d'Edward Hyde, Jacques et Anne se marient officiellement le 3 septembre 1660 à Londres. Leur premier enfant, Charles, nait deux mois plus tard, mais meurt en bas âge, comme cinq autres de ses frères et sœurs. Seules deux filles atteignent l'âge adulte : Marie (née le 30 avril 1662) et Anne (née le 6 février 1665). Samuel Pepys écrit que Jacques adore ses enfants et son rôle de père et qu'il joue avec eux « comme un père ordinaire » alors que la coutume royale de l'époque est de confier leur éducation à d'autres. Anne Hyde est dévouée à Jacques et elle influence beaucoup de ses décisions. Malgré cela, Jacques a de nombreuses maîtresses dont Arabella Churchill et Catherine Sedley et il a la réputation de « voyeur le plus invétéré de son époque ». Anne Hyde meurt en mars 1671, probablement d'un cancer du sein.
Après la Restauration, Jacques est nommé lord-grand-amiral et commande la Royal Navy durant les deuxième (1665 – 1667) et troisième guerres anglo-néerlandaise (1672 – 1674). À la suite du raid sur la Medway de 1667, Jacques supervise la modernisation des fortifications de la côte sud. La fonction de lord-grand-amiral, associée à ses revenus issus du service postal et des taxes sur les vins (accordés par Charles II au moment de la Restauration), donna à Jacques les moyens d'entretenir une large cour.
En 1664, les Anglais s'emparent de la colonie hollandaise de Nouvelle-Néerlande et de son port principal, La Nouvelle-Amsterdam. Charles II accorde ces territoires américains situés entre les fleuves Delaware et Connecticut à son frère. En l'honneur du prince Jacques d'York, ils sont respectivement renommés province et ville de New York. Jacques cède le contrôle de la colonie à George de Carteret et John Berkeley. Fort Orange, situé à 240 km au nord sur le fleuve Hudson, est renommé Albany d'après le titre écossais de Jacques. En 1683, il devient gouverneur de la Compagnie de la Baie d'Hudson mais reste à l'écart de sa gestion. Jacques préside également la Compagnie royale d'Afrique impliquée dans la traite négrière.
En septembre 1666, son frère Charles II le charge des opérations durant le grand incendie de Londres en raison du manque de réactivité du maire Thomas Bloodworth et ses actions sont saluées. Un témoin écrit, le 8 septembre : « le duc d'York a gagné le cœur du peuple avec ses efforts continus et infatigables pour aider à éteindre l'incendie ».

### Conversion au catholicisme et second mariage

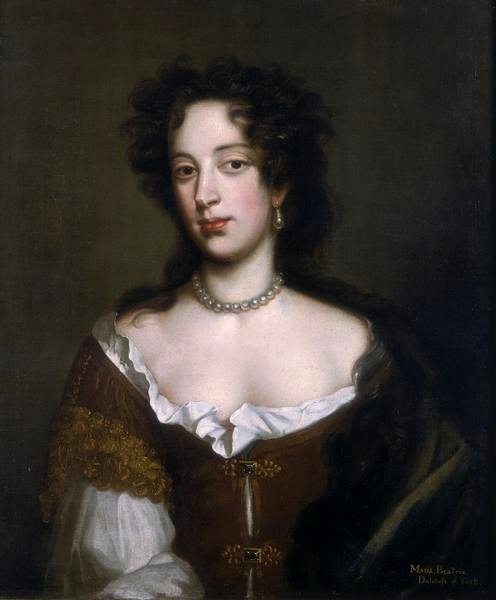
Marie de Modène, la seconde épouse de Jacques par Willem Wissing.

Durant son séjour en France, Jacques a découvert la foi et les cérémonies catholiques et son épouse et lui sont attirés par cette religion. Jacques reçoit l'eucharistie au sein de l'Église catholique en 1668 ou 1669 mais sa conversion est gardée secrète quelque temps et il continue d'assister aux offices anglicans jusqu'en 1676. Malgré cela, Jacques continue de fréquenter essentiellement des anglicans comme John Churchill, 1er duc de Marlborough, George Legge et des protestants français comme Louis de Duras.
Les inquiétudes concernant l'influence catholique à la cour royale poussent le Parlement d'Angleterre à adopter un nouveau Test Act en 1673. Selon ce texte, tous les responsables civils et militaires doivent prêter un serment par lequel ils renient la doctrine de la transsubstantiation et d'autres doctrines catholiques et doivent recevoir l'eucharistie selon les règles de l'Église d'Angleterre. Jacques refuse ces conditions et préfère abandonner sa fonction de lord-grand-amiral ; sa conversion est par conséquent rendue publique.
Charles II s'oppose à la conversion et ordonne que les filles de Jacques soient élevées dans la foi protestante. Il autorise néanmoins Jacques à épouser la princesse italienne catholique Marie de Modène alors âgée de quinze ans. Jacques et Marie sont mariés par procuration lors d'une cérémonie catholique le 20 septembre 1673. Le 21 novembre, Marie arrive en Angleterre et l'évêque d'Oxford, Nathaniel Crew, réalise une brève cérémonie anglicane qui reconnait simplement le mariage catholique. De nombreux Britanniques considèrent la nouvelle duchesse d'York comme une espionne au service du pape Clément X.

### Crise de l'Exclusion Bill

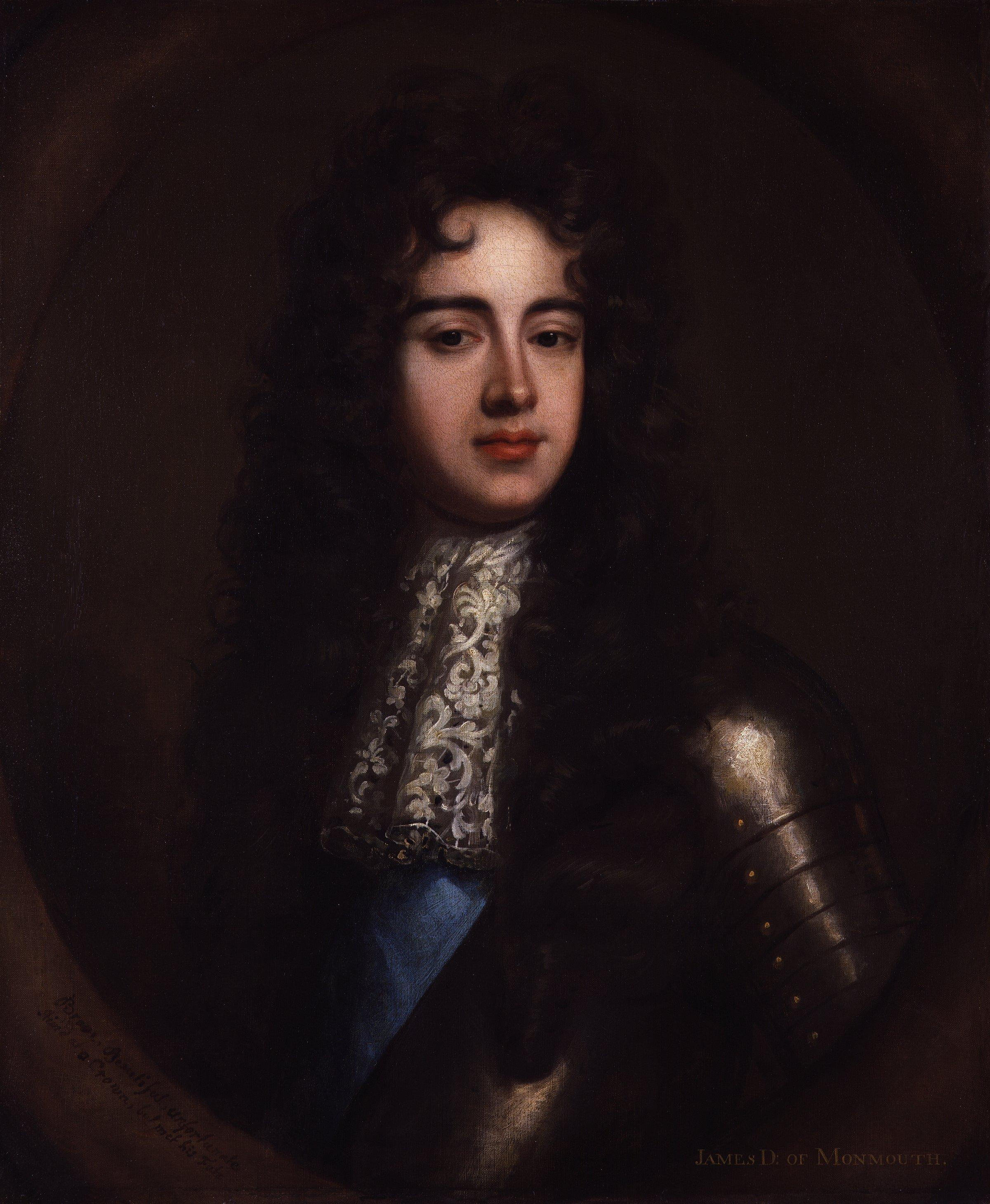
James Scott, 1er duc de Monmouth, fut impliqué dans plusieurs complots contre Jacques. Peinture de Willem Wissing.

En 1677, Jacques accepte à contrecœur le mariage de sa fille Marie avec le prince protestant Guillaume III d'Orange (qui est son neveu par sa sœur Marie-Henriette Stuart) après que l'union a été décidée par Charles II et Guillaume III. Malgré ce mariage protestant, les craintes anglaises concernant la possible instauration d'une dynastie catholique sont exacerbées par le fait que Charles II et son épouse Catherine de Bragance ne parviennent pas à avoir d'enfants. Titus Oates, un prêtre anglican défroqué, évoque l'existence d'un prétendu « complot papiste » visant à assassiner Charles II pour permettre l'accession au trône du duc d'York. Ces fausses accusations entraînent une vague d'hystérie anti-catholique dans le royaume.
En Angleterre, le comte de Shaftesbury, un ancien ministre et meneur des opposants aux catholiques, tente d'évincer Jacques de l'ordre de succession. Certains parlementaires proposent même que la couronne soit transmise au fils illégitime de Charles II, James Scott, 1er duc de Monmouth. En 1679, craignant le passage de l'Exclusion Bill, Charles II dissout le Parlement. Deux nouvelles assemblées élues en 1680 et 1681 sont également dissoutes pour la même raison. La crise liée à cette législation contribue au développement du système bipartisan anglais entre les whigs défendant l'Exclusion Bill et les tories qui y sont opposés. Finalement, la succession n'est pas modifiée mais Jacques est convaincu de se retirer des organismes législatifs et d'accepter un rôle réduit dans le gouvernement de son frère.
Sur les ordres du roi, Jacques quitte l'Angleterre et se rend à Bruxelles. En 1680, il est nommé lord haut-commissaire d'Écosse et s'installe au palais de Holyrood d'Édimbourg pour réprimer un soulèvement et superviser l'administration. Jacques retourne quelque temps en Angleterre car Charles II est gravement malade et semble proche de la mort. L'agitation anti-catholique s'apaise mais les relations de Jacques avec de nombreux membres du Parlement anglais dont Thomas Osborne, 1er duc de Leeds, un ancien allié, restent tendues et une bonne partie du Parlement lui est opposée.

### Complot républicain de Rye-House
En 1683, un complot visant à assassiner Charles II et Jacques pour lancer une révolution républicaine et restaurer un gouvernement cromwellien fut découvert. Ce complot de Rye-House se retourna contre les conspirateurs car il provoqua une vague de sympathie pour le roi et son frère. Plusieurs whigs influents dont Arthur Capel, 1er comte d'Essex, et le duc de Monmouth étaient impliqués dans la conspiration. Monmouth avoua sa complicité et dénonça d'autres membres mais se rétracta par la suite. Essex se suicida et Monmouth et d'autres furent obligés de quitter les îles Britanniques. Charles réagit au complot en accroissant la répression contre les whigs et les dissidents anglais. Profitant du regain de popularité de Jacques, Charles II l'autorisa à revenir au sein du Conseil privé en 1684. Si certains parlementaires continuaient de s'inquiéter de la possibilité d'un monarque catholique, la possibilité que Jacques soit écarté du trône s'était éloignée.

## Roi d'Angleterre et d'Irlande

### Accession au trône

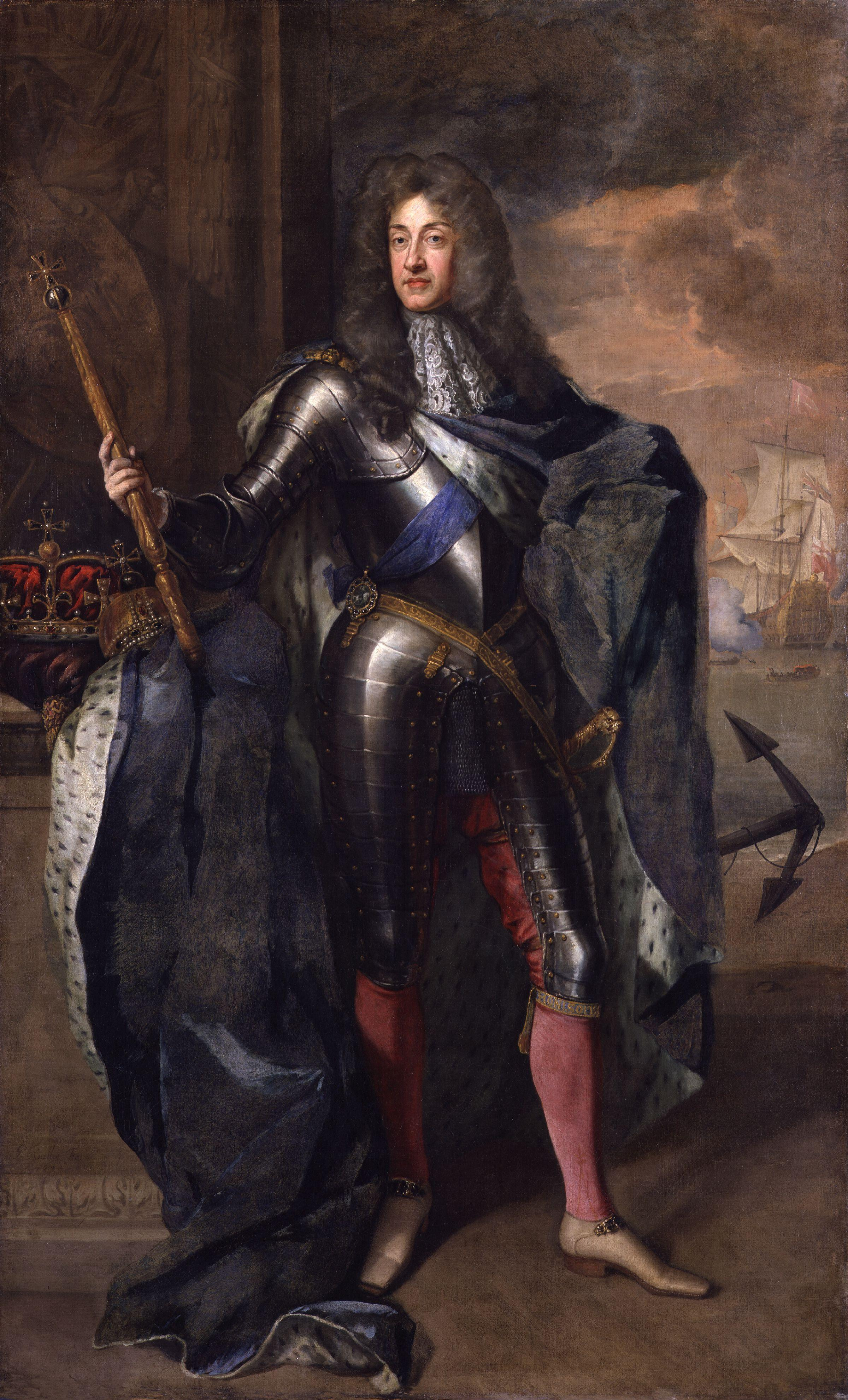
Portrait du roi Jacques II par Godfrey Kneller.

Charles II mourut le 6 février 1685 après s'être converti au catholicisme sur son lit de mort. Comme il n'avait pas d'enfants légitimes, son frère Jacques lui succéda sous le nom de Jacques II en Angleterre et en Irlande et de Jacques VII en Écosse. Il y eut peu d'opposition à son accession au trône, et de nombreuses sources indiquent que l'opinion se réjouit de cette succession en bon ordre. Jacques II voulait être rapidement couronné et la cérémonie eut lieu le 23 avril 1685 dans l'abbaye de Westminster. Le nouveau Parlement, qui se rassembla en mai 1685 et reçut le nom de « Parlement loyal », était initialement favorable à Jacques, et le nouveau roi indiqua que les anciens partisans de l'Exclusion Bill seraient pardonnés s'ils acceptaient son autorité. La plupart des hauts fonctionnaires de Charles II restèrent en place, même si Jacques II promut ses beaux-frères, les comtes de Clarendon et de Rochester, et s'il démit Halifax. Le Parlement accorda des revenus généreux à Jacques dont tous les bénéfices des taxes douanières. Jacques II se consacra plus à son rôle de roi que son frère mais il était moins prêt à accepter des compromis en cas de désaccord avec ses conseillers.

### Rébellion de Monmouth
Peu après son accession au trône, Jacques II affronta une révolte dans le sud de l'Angleterre menée par son neveu, le duc de Monmouth, et une autre en Écosse avec Archibald Campbell, 9e comte d'Argyll, à sa tête. Argyll et Monmouth lancèrent tous deux leurs expéditions depuis les Provinces-Unies où son neveu et beau-fils Guillaume III d'Orange n'avait rien fait pour s'opposer à leurs efforts de recrutement. Argyll navigua jusqu'en Écosse et recruta de nombreux membres de son propre clan des Campbell. Le soulèvement fut rapidement écrasé et Argyll fut capturé le 18 juin 1685. Arrivé avec moins de 300 hommes et incapable d'en recruter beaucoup plus, Argyll ne fut jamais une menace crédible pour Jacques II. Il fut emprisonné à Édimbourg et le roi confirma sa condamnation à mort lors d'un précédent procès ; Argyll fut ainsi décapité le 30 juin.
La rébellion de Monmouth fut lancée conjointement avec celle d'Argyll mais elle représenta une plus grande menace contre le pouvoir de Jacques II. Monmouth s'était proclamé roi le 11 juin à Lyme Regis mais ne parvint pas à rassembler suffisamment de troupes pour battre même la faible armée de métier de Jacques II. Malgré une attaque nocturne surprise, les forces de Monmouth furent battues lors de la bataille de Sedgemoor. Les troupes royales commandées par Louis de Duras et John Churchill chassèrent rapidement les rebelles sous-équipés. Monmouth fut capturé et exécuté à la tour de Londres le 15 juillet. Durant les procès qui suivirent, appelés « Assises sanglantes », les juges — dont George Jeffreys — condamnèrent de nombreux rebelles à la déportation et au servage dans les Antilles et 250 autres furent exécutés. Les deux révoltes furent assez facilement écrasées mais elles renforcèrent la détermination de Jacques et accrurent sa méfiance envers les Hollandais.

### Absolutisme et libertés religieuses
Pour se prémunir contre de futures révoltes, Jacques chercha à accroître la taille de l'armée de métier. Cela alarma ses sujets, non seulement du fait des troubles que causaient les soldats en ville mais parce qu'il n'était pas dans la tradition anglaise de maintenir une armée professionnelle en temps de paix. Le Parlement s'inquiéta encore plus de l'emploi des prérogatives royales par Jacques II pour autoriser des catholiques à commander plusieurs régiments sans qu'ils prêtent le serment imposé par le Test Act. Le Parlement, qui lui était auparavant favorable, s'opposa à ses mesures ; Jacques ordonna sa suspension en novembre 1685 et il ne se rassembla plus jusqu'à la fin de son règne. Au début de l'année 1686, deux papiers rédigés par Charles II furent trouvés dans son coffre-fort et son placard et listaient les arguments en faveur de la supériorité du catholicisme sur le protestantisme. Jacques II publia ces documents avec une déclaration défiant l'archevêque de Cantorbéry et tout le clergé anglican de réfuter les arguments de Charles II : « Donnez-moi une réponse solide à la manière d'un gentilhomme ; et qu'elle ait l'effet que vous désirez tant de me ramener au sein de votre église ». L'archevêque refusa en avançant le respect qu'il devait au roi défunt.
Jacques II défendit l'abrogation des lois pénales qui discriminaient les non-anglicans et en particulier les catholiques, mais refusa d'autoriser certaines croyances protestantes comme le presbytérianisme. Jacques II envoya une lettre au Parlement d'Écosse lors de sa première réunion en 1685 pour indiquer son souhait de nouvelles lois pénales contre les presbytériens réfractaires et se lamenta que personne ne fût prêt à défendre une telle législation. En réponse, le Parlement adopta un texte qui spécifiait que « quiconque prêcherait dans un lieu de culte avec un toit ou assisterait en tant que prêcheur ou auditeur à un rassemblement religieux en plein air s'exposerait à la mort et à la confiscation de ses biens ». En mars 1686, Jacques II écrivit au Conseil privé écossais pour défendre la tolérance envers les catholiques et la persécution des covenantaires presbytériens. Les conseillers répondirent qu'ils n'accorderaient une plus grande liberté aux catholiques que si des actions similaires étaient menées pour les covenantaires, et Jacques II promit de ne plus rien faire qui menacerait la foi protestante. Jacques II accepta une certaine tolérance envers les presbytériens mais inférieure à celle qu'il voulait pour les catholiques, en déclarant que la religion protestante était fausse et qu'il ne pouvait promettre ne pas réprimer une fausse religion.
Jacques II autorisa les catholiques à occuper les plus hautes fonctions de ses royaumes et reçut à sa cour le nonce apostolique Ferdinando d'Adda, premier représentant de Rome à Londres depuis le règne de Marie Ire. Le confesseur de Jacques, le jésuite Edward Petre, était particulièrement haï par les protestants. Alors que les catholiques représentaient environ 2 % de la population anglaise, le secrétaire d'État du roi, Robert Spencer, 2e comte de Sunderland, commença à remplacer les fonctionnaires de la cour par des catholiques. La purge de Sunderland toucha même les beaux-frères anglicans du roi et leurs partisans et Jacques II commença à perdre la confiance de beaucoup de ses soutiens anglicans. En mai 1686, Jacques II chercha à obtenir un jugement de la part des tribunaux anglais qui l'autoriserait à passer outre aux décisions du Parlement. Il limogea les juges qui s'opposaient à lui sur ce sujet ainsi que l'avocat général Heneage Finch. Lors du jugement Godden v. Hales, onze des douze juges se prononcèrent en faveur de l'autorité du roi.

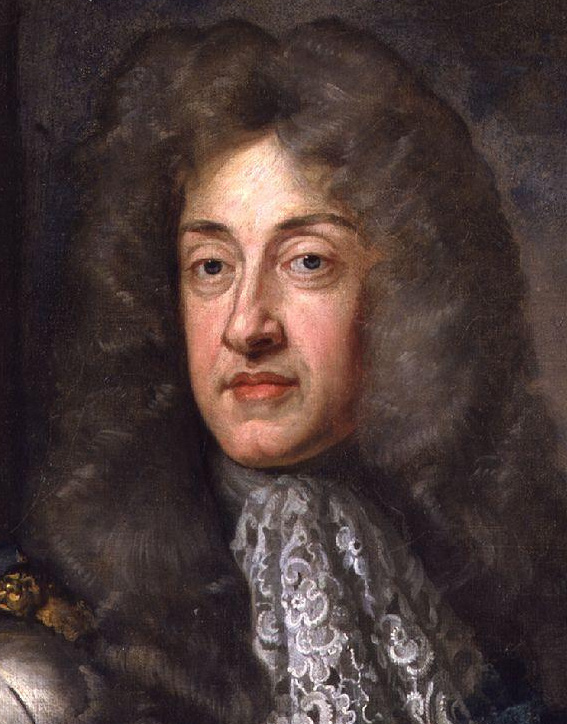
Portrait de Jacques II par Godfrey Kneller.

En 1687, Jacques II délivra la Déclaration d'indulgence qui abrogeait les lois discriminant les catholiques et les dissidents protestants. Il essaya de rassembler des soutiens pour cette politique de tolérance en réalisant une tournée dans l'Ouest de l'Angleterre à l'été 1687. Il donna un discours à Chester dans lequel il déclara « Supposez… qu'il y ait une loi qui ordonnerait l'emprisonnement de toutes les personnes noires, elle serait déraisonnable et nous avons aussi peu de raisons de nous quereller avec des hommes qui ont des d'opinions [religieuses] différentes qu'avec ceux qui ont un teint différent ». Dans le même temps, Jacques II utilisa son autorité royale pour accorder une plus grande tolérance envers les catholiques écossais et dans une moindre mesure aux presbytériens.

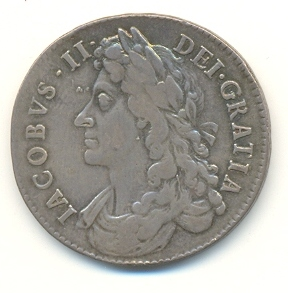
Pièce à l'effigie de Jacques II, 1686.

En 1688, Jacques II ordonna que la Déclaration soit lue dans toutes les églises anglicanes, ce qui ulcéra encore plus les évêques anglicans. Si le texte fut salué par les catholiques et les dissidents, il obligeait l'Église d'Angleterre, l'alliée traditionnelle de la monarchie, à se séparer de certains de ses privilèges. Jacques II tenta également de réduire le monopole anglican sur l'éducation et à l'université d'Oxford, il autorisa des catholiques à tenir des fonctions importantes au Christ Church et à l'University College, deux des plus importantes facultés de la ville. Il tenta de forcer les membres directeurs du Magdalen College à élire Anthony Farmer (en), un homme à la mauvaise réputation et considéré comme secrètement catholique, à la présidence du comité de direction en violation du droit des membres à choisir un candidat de leur choix.
En 1687, Jacques II se prépara à remplir le Parlement avec des partisans afin d'abroger le Test Act et les lois pénales. Le roi était convaincu qu'il avait le soutien des dissidents, et il lança une vaste purge des hauts-fonctionnaires royaux opposés à son plan. En octobre, il ordonna aux lords lieutenants des provinces de soumettre trois questions à tous les membres de la Commission of Peace : accepteraient-ils l'abrogation du Test Act et des lois pénales ; soutiendraient-ils les candidats qui le feraient et accepteraient-ils la Déclaration d'indulgence. Durant les trois premiers mois de 1688, tous ceux qui avaient donné des réponses négatives furent limogés et remplacés par des partisans pour sécuriser les nominations parlementaires. Finalement, le 24 août 1688, Jacques II ordonna l'organisation d'une élection législative. Néanmoins, après avoir réalisé en octobre que Guillaume III d'Orange allait débarquer en Angleterre et pour apaiser les tensions, il annula ces ordres et écrivit aux lords lieutenants pour leur demander d'enquêter sur les abus commis durant la préparation de l'élection.

### Glorieuse Révolution

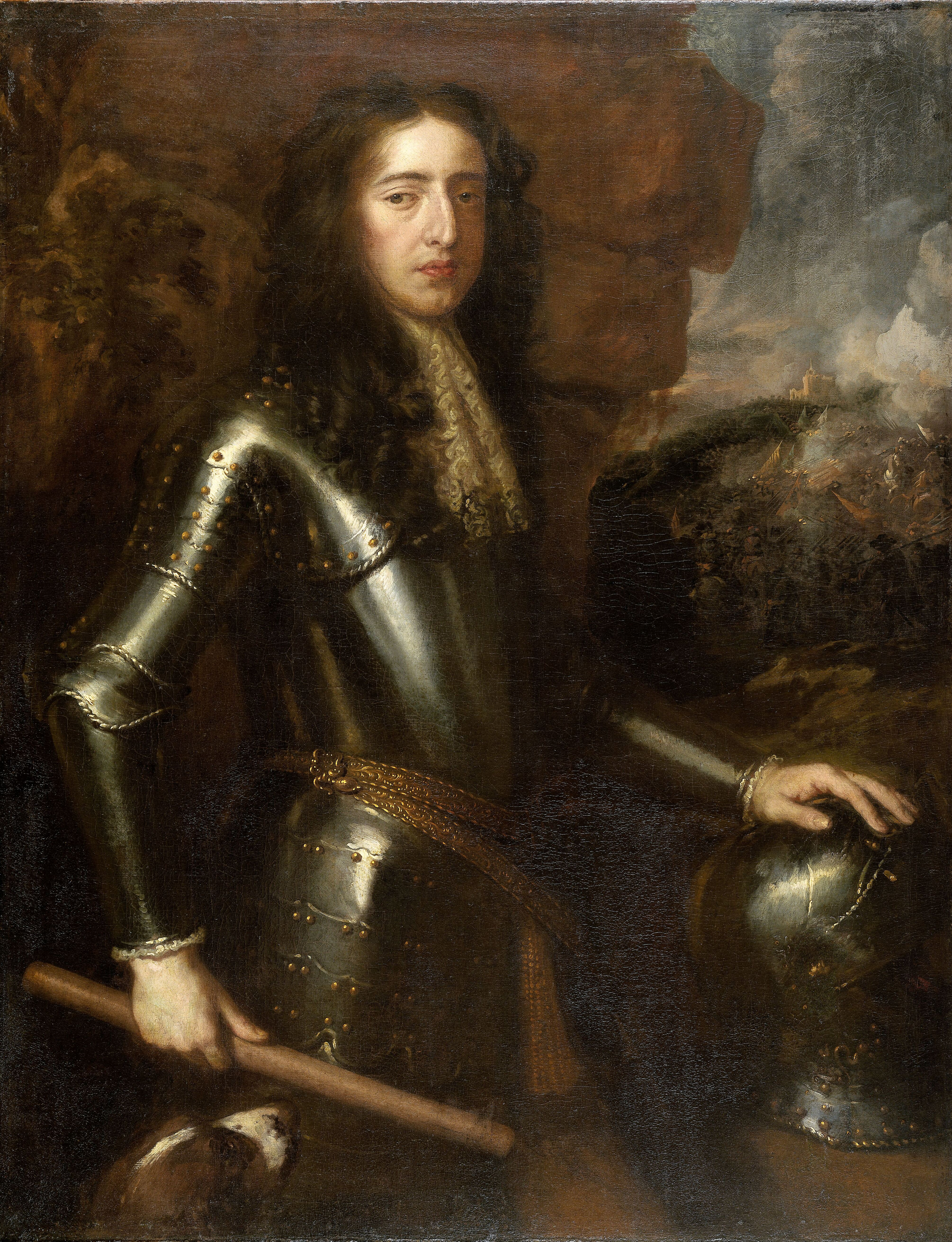
Le neveu et gendre de Jacques II, Guillaume III d'Orange-Nassau, fut invité en Angleterre pour sauver la religion protestante.

Lorsque Jacques II ordonna en avril 1688 aux évêques anglicans de lire la Déclaration d'indulgence dans leurs églises, sept d'entre eux dont l'archevêque de Cantorbéry, William Sancroft, soumirent une pétition demandant au roi de réévaluer sa politique religieuse ; ils furent arrêtés et jugés pour sédition. Les inquiétudes de l'opinion publique s'accrurent quand la reine Marie donna naissance à un fils, Jacques François Stuart, le 10 juin 1688. Aussi longtemps que les seuls successeurs possibles de Jacques II étaient ses deux filles protestantes, les anglicans pouvaient croire que sa politique pro-catholique ne serait que temporaire mais quand la naissance du prince ouvrit la possibilité d'une dynastie catholique, ils furent obligés de reconsidérer leur position. Plusieurs anglicans influents avancèrent que l'enfant était illégitime et avait été amené dans la chambre de la reine dans une bassinoire. Ils étaient déjà entrés en contact avec Guillaume III d'Orange après l'annonce de la grossesse de la reine et la naissance de Jacques Stuart renforça leurs convictions.
Le 30 juin 1688, un groupe de sept nobles protestants invita le prince d'Orange à venir en Angleterre avec une armée. En septembre, il était devenu clair que Guillaume III avait l'intention de débarquer dans les îles Britanniques. Considérant que sa propre armée serait suffisante et craignant les réactions anglaises, Jacques II refusa les propositions d'aide du roi de France Louis XIV. Lorsque Guillaume III débarqua le 5 novembre 1688 à Brixham, de nombreux officiers protestants dont John Churchill firent défection et rejoignirent l'envahisseur, de même que la propre fille de Jacques II, Anne. Le roi, soucieux de ne pas faire de victimes, refusa d'attaquer l'armée d'invasion malgré la supériorité numérique de son armée. Le 11 décembre, il tenta de rejoindre  la France après avoir jeté le grand sceau d'Angleterre dans la Tamise,. Il fut arrêté dans le Kent quelques jours plus tard et placé en détention. N'ayant aucun désir de faire de lui un martyr, Guillaume III le laissa s'échapper le 23 décembre. Jacques II fut accueilli par son cousin et allié, Louis XIV de France, qui l'autorisa à résider avec sa cour de "Jacobites" au château de Saint-Germain-en-Laye et lui alloua une pension.

### Chute et abdication du roi
Guillaume III convoqua un Parlement pour décider de la manière de gérer l'absence de Jacques II. Si le Parlement refusa de le déposer, il déclara qu'en s'étant réfugié en France et en ayant jeté le grand sceau dans la Tamise, Jacques II avait de fait abdiqué ; par conséquent le trône était devenu vacant et les parlementaires confièrent la couronne à la fille de Jacques, Marie, qui gouverna conjointement avec Guillaume III d'Orange sous les noms de Marie II et de Guillaume III. Le 11 avril 1689, le Parlement d'Écosse déclara que Jacques II avait abandonné le trône,. Le Parlement anglais adopta la Déclaration des droits qui condamnait Jacques II pour abus de pouvoir. Les accusations concernaient la suspension des Test Acts, le procès des sept évêques pour avoir simplement pétitionné la couronne, la mise en place d'une armée de métier et la condamnation à des châtiments cruels. La Déclaration spécifiait également qu'aucun catholique ne pourrait devenir roi d'Angleterre et qu'aucun roi d'Angleterre ne pourrait épouser une catholique.

## Dernières années

### Tentative de débarquement en 1689
Avec le soutien de troupes françaises, Jacques débarqua en Irlande en mars 1689. Le Parlement irlandais ne suivit pas l'exemple du Parlement anglais ; il déclara que Jacques était resté roi et il adopta une loi qualifiant de traîtres ceux qui avaient rallié Guillaume III. Sous la pression de Jacques, le Parlement irlandais vota une loi accordant la liberté de religion à tous les catholiques et protestants irlandais. Jacques s'efforça de lever des troupes en Irlande mais fut finalement battu lors de la bataille de la Boyne le 1er juillet 1690 par une armée menée personnellement par Guillaume III. Le conflit se termine par la signature du Traité de Limerick le 13 octobre 1691 (3 octobre dans le calendrier julien). Jacques se réfugia à nouveau en France et ne revint plus jamais dans ses anciens royaumes.

### Départ définitif pour l'exil en France

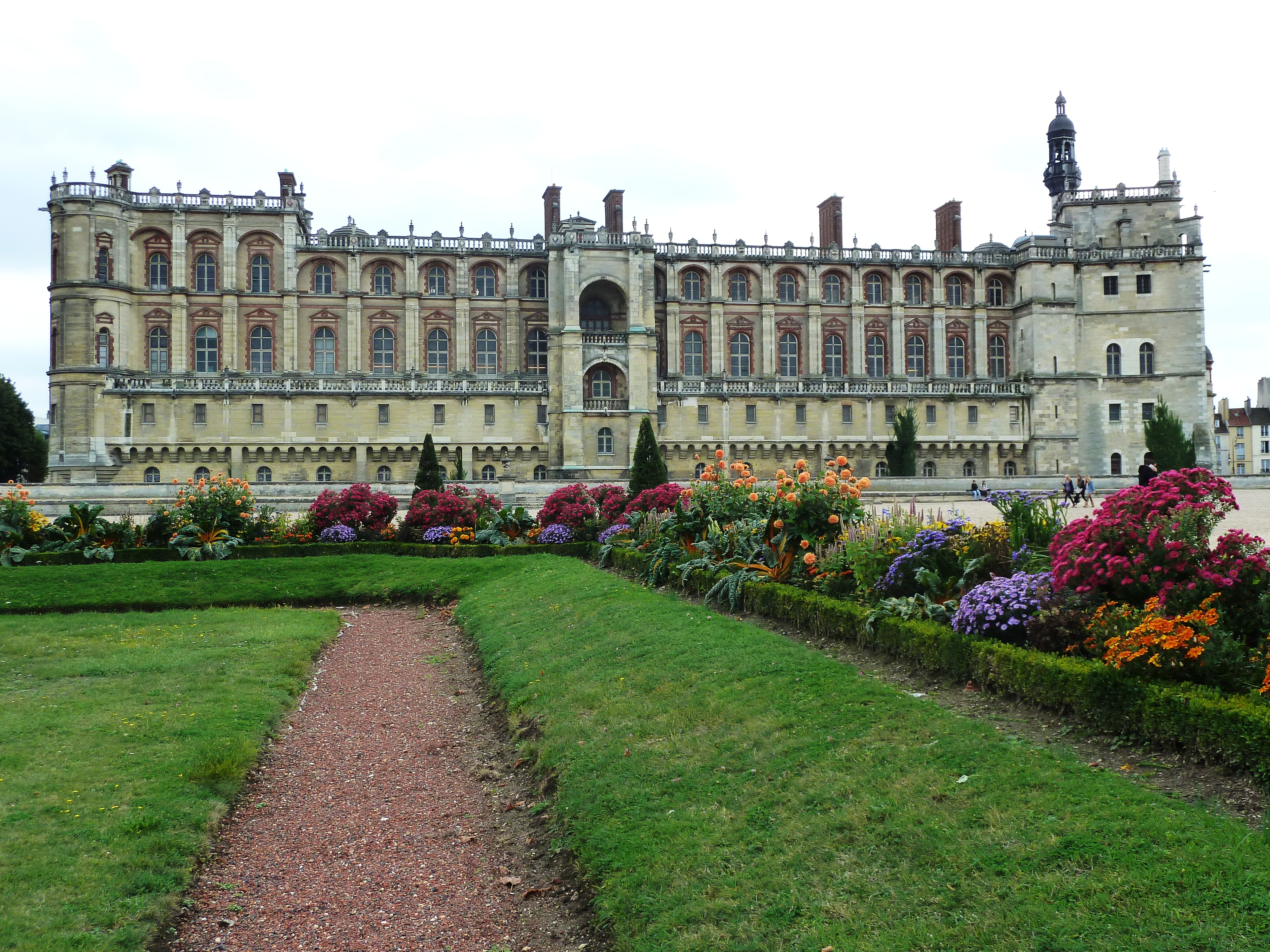
Le château de Saint-Germain-en-Laye où résida Jacques durant son exil en France.

En France, Jacques fut autorisé à habiter dans la résidence royale du château de Saint-Germain-en-Laye. Son épouse et certains partisans le suivirent et presque tous étaient catholiques. Il eut un dernier enfant avec Marie de Modène, Louise Marie Thérèse Stuart, en 1692. Ses derniers espoirs de récupérer son trône sont anéantis, en mai/juin 1692 avec la victoire de la flotte anglo-hollandaise sur la flotte française du vice-amiral de Tourville, au large de la pointe du Cotentin lors de la bataille de la Hougue à laquelle il assiste du château de Quinéville chez le marquis Dancel. Louis XIV avait organisé une expédition avec 20 000 hommes et 70 vaisseaux pour débarquer près de l'île de Portland, afin de l'aider à retrouver son trône.
En 1696, certains partisans anglais tentèrent de restaurer Jacques en projetant d'assassiner Guillaume III mais le complot échoua, et le procès et les réactions qui s'ensuivirent réduisirent la popularité de leur cause. Jacques refusa la proposition de Louis XIV de le faire élire roi de Pologne la même année car il craignait que cela ne l'empêche de redevenir roi d'Angleterre. En septembre 1697, Louis XIV signa le traité de Ryswick mettant un terme à la guerre de la Ligue d'Augsbourg à laquelle participaient entre autres la France, l'Angleterre et les Provinces-Unies. Dans l'une des clauses, le roi de France reconnaissait la légitimité de Guillaume III sur le trône d'Angleterre et il retira une grande partie de son soutien à Jacques.
Durant ses dernières années, Jacques vécut comme un pénitent austère. Il rédigea un mémorandum pour son fils le conseillant sur la manière de gouverner l'Angleterre, en soulignant le fait que les catholiques devraient contrôler l'un des secrétariats d'État, un des commissariats au Trésor, le secrétariat à la Guerre et la majorité des postes d'officiers dans l'armée.

### Mort du roi, inhumation et succession

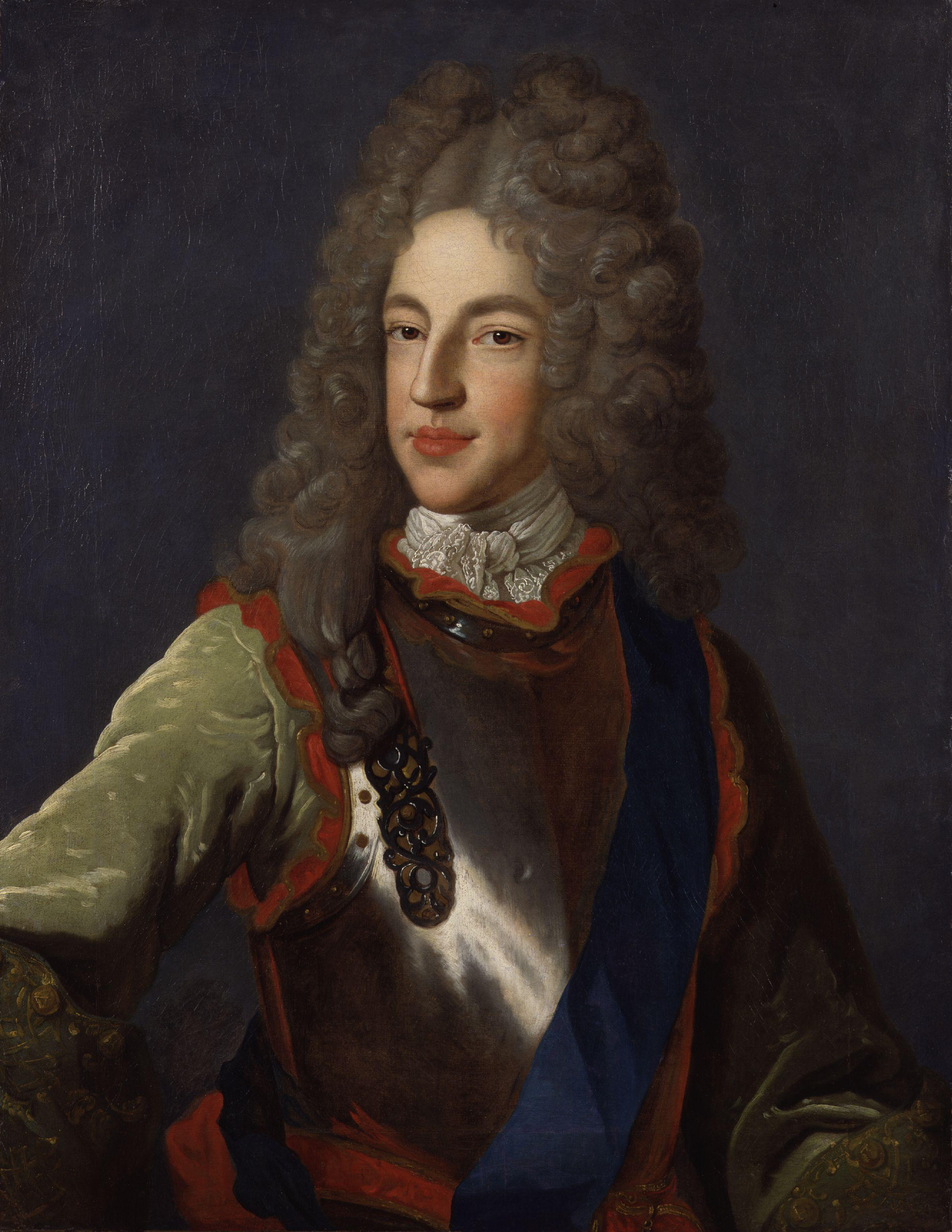
Le fils de Jacques II, Jacques François Édouard, était appelé Jacques III et Jacques VIII par ses partisans et le « Vieux Prétendant » par ses adversaires.

Jacques mourut d'une hémorragie cérébrale le 16 septembre 1701 à Saint-Germain-en-Laye,. Son corps fut exposé dans un cercueil dans la chapelle Saint-Edmond de l'église bénédictine de la rue Saint-Jacques de Paris et l'oraison funèbre fut réalisée par Henri-Emmanuel de Roquette. Jacques ne fut pas enterré mais placé dans l'une des chapelles latérales. Des cierges furent laissés allumés autour de son cercueil jusqu'à la Révolution française. En 1734, l'archevêque de Paris chercha des témoignages en vue d'une canonisation de Jacques mais aucune procédure ne fut lancée.
Durant la Révolution française, la tombe de Jacques fut pillée. Comme beaucoup d'autres églises de Paris, l'église des Bénédictins anglais a été profanée et vandalisée pendant la Révolution française. Selon un texte de Jules Janin, écrit en 1844, les restes de la princesse Louise Marie et de son père, le roi Jacques II, reposent depuis à l'hôpital militaire du Val-de-Grâce.
Au moment de sa mort, il était le dernier enfant de Charles Ier et de la reine Henriette-Marie.
La plus jeune fille du premier mariage de Jacques II, Anne, monta sur le trône à la mort de Guillaume III en 1702. L'Acte d'établissement de 1701 spécifiait que si la ligne de succession établie par la Déclaration des droits s'épuisait, la couronne serait transmise à sa cousine allemande Sophie de Hanovre et à ses héritiers protestants. Sophie était la petite-fille de Jacques Ier d'Angleterre par sa fille aînée Élisabeth Stuart, la sœur du roi Charles Ier. Ainsi quand Anne mourut en août 1714, deux mois après la mort de Sophie, la couronne fut transmise au fils aîné de cette dernière, George de Hanovre qui monta sur le trône sous le nom de George Ier.
Le fils de Jacques II, Jacques François Édouard, fut reconnu comme roi d'Angleterre par Louis XIV à la mort de son père ; ses partisans, appelés jacobites, l'appelaient Jacques III d'Angleterre et Jacques VIII d'Écosse. Il mena un soulèvement en Écosse en 1715 peu après l'accession au trône de George Ier, mais il fut battu. Il se réfugia alors en Lorraine puis en terre papale, en Avignon, avant de se rendre à Urbino puis à Rome où il décèdera. Les jacobites se révoltèrent à nouveau en 1745 sous le commandement de Charles Édouard Stuart, le petit-fils de Jacques II, et furent également défaits. Depuis lors, il n'y eut pas d'autres véritables tentatives pour restaurer la dynastie Stuart. Les revendications de Charles furent ensuite défendues par son frère cadet Henri Benoît Stuart, le doyen du Collège des cardinaux de l'Église catholique. Henri fut le dernier descendant légitime de Jacques II et aucun de ses proches n'a publiquement revendiqué le trône depuis sa mort en 1807.

## Héritage
Au XIXe siècle, les historiens whigs dont lord Macaulay qualifièrent Jacques II d'absolutiste cruel dont le règne fut une « tyrannie approchant de la démence ». Des historiens ultérieurs comme George Macaulay Trevelyan (arrière-neveu de Macaulay) et David Ogg adoptèrent une posture plus équilibrée mais continuèrent de le décrire comme un tyran dont le règne fut une aberration dans l'histoire britannique. En 1892, Adolphus William Ward écrivit dans le Dictionary of National Biography que Jacques II était « sans aucun doute un bigot politique et religieux » bien qu'il ne se fût jamais départi d'un certain sentiment patriotique ; « sa conversion au catholicisme fit de l'émancipation de ses compatriotes catholiques et du retour de l'Angleterre dans le catholicisme les idées dominantes de sa politique ».

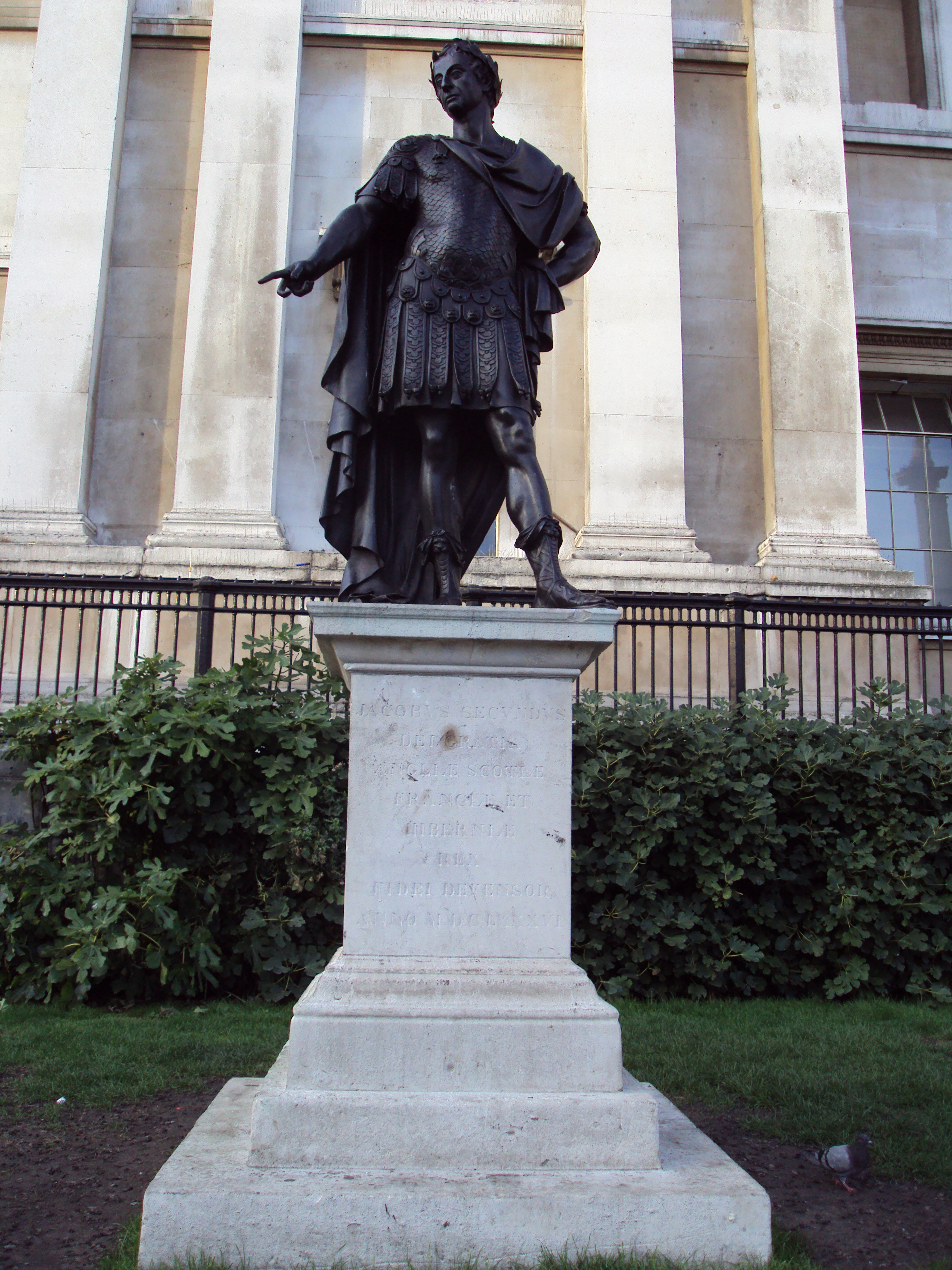
Statue de Jacques II par Pierre Van Dievoet à Trafalgar Square (Londres).

L'historien catholique Hilaire Belloc rompit avec cette tradition en 1928 lorsqu'il décrivit Jaques II comme un homme respectable et un véritable défenseur de la liberté de conscience et ses ennemis comme « une petite clique de grandes fortunes… qui détruisit l'ancienne monarchie des Anglais ». Il nota néanmoins que Jacques II considérait l'Église catholique comme la seule autorité sur Terre et était donc opposé à tout compromis sur les questions religieuses. Dans les années 1960 et 1970, Maurice Ashley et Stuart Prall commencèrent à reconsidérer les motivations de Jacques II sur la tolérance religieuse tout en reconnaissant le caractère autocratique de son règne. En 2000, John Miller reconnut l'absolutisme de Jacques II mais avançait que « sa principale préoccupation était la sécurisation des libertés religieuses et l'égalité civile pour les catholiques. Toutes les méthodes « absolutistes… visaient cet objectif » ». En 2004, William Arthur Speck (en) écrivit dans le nouveau Oxford Dictionary of National Biography que « Jacques était sincèrement convaincu par la tolérance religieuse mais qu'il chercha également à renforcer le pouvoir de sa couronne ». Il ajouta que, à la différence du gouvernement des Pays-Bas, « Jacques II était trop autocratique pour concilier la liberté de conscience avec un gouvernement populaire. Il s'opposa à toutes les limites imposées au pouvoir du monarque. C'est pourquoi il n'était pas convaincu par les concessions qu'il dut faire en 1688. Il préférait vivre en exil en accord avec ses principes plutôt que continuer de régner en tant que monarque limité ».
Dans son livre de 2009, Tim Harris (en) résuma l'ambivalence des historiens modernes concernant Jacques II :

« L'avis du jury sur Jacques II restera sans aucun doute encore incertain pendant de longues années… Était-il un bigot égoïste… un tyran qui piétina la volonté de la majorité de ses sujets (du moins en Angleterre et en Irlande)… simplement naïf ou peut-être même vraiment stupide, incapable de saisir les réalités du pouvoir politique… ou était-il un souverain bien-intentionné et même éclairé, un despote éclairé bien en avance sur son temps, qui essayait simplement de faire ce qu'il pensait être le meilleur pour ses sujets? »

Gérard  Valin dans son ouvrage de 2019 Les Jacobites, la papauté et la Provence donne une tout autre interprétation à l'exil des trois prétendants Stuart en France après la « glorieuse révolution. » Il met en lumière la complexité des stratégies géopolitiques associés aux réalités religieuses de l'époque. Compte tenu de l'évolution des mentalités de part et d'autre de la Manche, les motivations profondes des différentes parties prenantes ne sauraient se réduire, selon lui, à des luttes de pouvoir dynastiques.

## Dans les arts et la culture populaire

### Filmographie
La roi Jacques a été porté sur grand écran dès le début du cinéma muet dans des productions cinématographiques principalement anglaise et américaine.

#### Cinéma
- 1915 : Donald Hall dans Hearts and the Highway de Wilfred North
- 1921 : Josef Moser dans Das grinsende Gesicht de Julius Herzka
- 1928 : Sam De Grasse dans  L'Homme qui rit
- 1934 : George Curzon dans Les Maudits du château-fort de Basil Dean
- 1935 : Vernon Steele dans le Capitaine Blood
- 1951 : Lester Matthews dans Les Maudits du château-fort de Phil Karlson
- 1957 : Desmond Llewelyn dansThunder in the West de Desmond O’Donovan
- 1990 : Lorna Doone d’Andrew Grieve avec Hugh Fraser
- 1995 : Guy Henry dans England, My England

#### Télévision

##### Téléfilm
- 1969 : Tony Church dans The Bastard King de Terry Palmer

##### Série
- 1969 : John Westbrook dans The First Churchills
- 2003 : Charlie Creed-Miles dans Charles II: The Power & the Passion
- 2017 : La Guerre des trônes, la véritable histoire de l'Europe de Vanessa Pontet et Alain Brunard avec Philippe Cariou.

## Titres et armoiries
- 14 octobre 1633 - 6 février 1685 : Son Altesse royale le duc d'York[138]
- 10 mai 1659 - 6 février 1685 : Son Altesse royale le comte d'Ulster[138]
- 31 décembre 1660 - 6 février 1685 : Son Altesse royale le duc d'Albany[139]
- 6 février 1685 - 16 septembre 1701 : Sa Majesté le roi

Le titre officiel de Jacques II en Angleterre était « Jacques le Second par la Grâce de Dieu, roi d'Angleterre, d'Écosse, de France et d'Irlande, défenseur de la Foi, etc. ». Les revendications sur le trône de France n'étaient que symboliques et étaient invoquées par tous les rois d'Angleterre depuis Édouard III, peu importe la quantité de territoires français contrôlés. En Écosse, son titre était « Jacques le Septième par la Grâce de Dieu, roi d'Écosse, d'Angleterre, de France et d'Irlande, défenseur de la Foi, etc. ».
Avant qu'il devienne roi, les armoiries de Jacques étaient les armoiries royales différenciées par un lambel de trois points hermine. Devenu roi, elles étaient : écartelé, 1 et 4, trois fleurs de lys or sur fond azur (qui est France) et trois lions en pal or (qui est Angleterre), au 2, d'or, au lion de gueules, au double trescheur fleuronné et contre-fleuronné du même (qui est Écosse), au 3, d'azur, à la harpe d'or, cordée d'argent (qui est Irlande).

Armories de Jacques II d'Angleterre.
Armoiries de Jacques VII d'Écosse.

## Descendance
| Nom                                    | Naissance         | Mort             | Notes                                                                                              |
| -------------------------------------- | ----------------- | ---------------- | -------------------------------------------------------------------------------------------------- |
| Avec sa première épouse Anne Hyde      |                   |                  | |
| Charles de Cambridge                   | 22 octobre 1660   | 5 mai 1661       | |
| Marie II                               | 30 avril 1662     | 28 décembre 1694 | Épouse Guillaume III d'Orange en 1677 ; pas d'enfants                                              |
| Jacques de Cambridge                   | 12 juillet 1663   | 20 juin 1667     | |
| Anne                                   | 6 février 1665    | 1er août 1714    | Épouse Georges de Danemark; un enfant                                                              |
| Charles de Kendal                      | 4 juillet 1666    | 22 mai 1667      | |
| Edgar de Cambridge                     | 14 septembre 1667 | 8 juin 1671      | |
| Henriette                              | 13 janvier 1669   | 15 novembre 1669 | |
| Catherine                              | 9 février 1671    | 5 décembre 1671  | |
| Avec sa seconde épouse Marie de Modène |                   |                  | |
| Catherine Laura                        | 10 janvier 1675   | 3 octobre 1676   | Morte de convulsions                                                                               |
| Isabelle                               | 28 août 1676      | 2 mars 1681      | |
| Charles de Cambridge                   | 7 novembre 1677   | 12 décembre 1677 | Mort de la variole                                                                                 |
| Élisabeth                              | 1678              | 1678             | |
| Charlotte Marie                        | 16 août 1682      | 16 octobre 1682  | Morte de convulsions                                                                               |
| Jacques Francois de Galles             | 10 juin 1688      | 1er janvier 1766 | Surnommé le « Vieux Prétendant ». Épouse Marie-Clémentine Sobieska en 1719 ; deux enfants          |
| Louise Marie Thérèse Stuart            | 28 juin 1692      | 20 avril 1712    | |
| Avec sa maîtresse Arabella Churchill   |                   |                  | |
| Henrietta FitzJames                    | 1667              | 3 avril 1730     | (a) Épouse Henry Waldegrave en 1683 ; deux enfants (b) Épouse Piers Butler en 1695 ; pas d'enfants |
| Jacques Fitz-James                     | 21 août 1670      | 12 juin 1734     | |
| Henry FitzJames                        | août 1673         | décembre 1702    | |
| Arabella Fitz-James                    | 1674              | 7 novembre 1704  | Devint nonne                                                                                       |
| Avec sa maîtresse Catherine Sedley     |                   |                  | |
| Catherine Darnley                      | c. 1681           | 13 mars 1743     | (a) Épouse James Annesley en 1699 ; un enfant (b) Épouse John Sheffield en 1705 ; trois enfants    |
| James Darnley                          | 1684              | 1685             | |
| Charles Darnley                        |                   |                  | Mort en bas-âge                                                                                    |